# Pont du Diable (Thueyts)
Pour les articles homonymes, voir Pont du Diable.
Le pont du Diable est un pont en arc qui enjambe l'Ardèche, dans le département éponyme, au sein de la commune de Thueyts. Sa hauteur est de 17m (dont 3 mètre d’eau). 

## Géographie

### Situation
L'édifice est situé dans le département de l'Ardèche, dans la région Rhône-Alpes. Il est situé au pied du village de Thueyts.

## Statut
Le pont du Diable est compris au sein de la haute-vallée de l'Ardèche, site naturel protégé classé ZNIEFF de type I sous le numéro régional no 07000033. Le site fait également partie du parc naturel régional des Monts d'Ardèche. Le pont est également sis au sein du site dénommé « Les Coulées basaltiques et le pont du Diable », classé au patrimoine national.

## Histoire
Les travaux d'achèvement du pont datent du XVIIIᵉ siècle. 

## Légende
Selon la légende, le pont du diable fut édifié par le diable afin que les villageois et villageoises de Thueyts puissent s'adonner sur l'autre rive à leurs coupables amours. Mais beaucoup glissèrent dans le gouffre et ne revinrent jamais au village. Certains jours de grands vents, il est possible d'entendre leurs lamentations, leurs cris de repentir ainsi que leurs appels désespérés qui se mêlent aux grondements des eaux de l'Ardèche,,. 

## Description
Le pont du diable de Thueyts est un imposant monument de pierres édifié à 17 mètres au-dessus de la rivière de l'Ardèche, dont les flots peuvent soudainement gonfler durant certains orages cévenols,. La structure du pont est un pont en anse de panier. La fonction du pont est une passerelle pour piéton.